# Juliana Gaviria
Juliana Gaviria Rendón  (* 31. März 1991 in La Ceja, Antioquia) ist eine  kolumbianische Bahnradsportlerin.

## Sportliche Laufbahn
Die 1,65 Meter große Gaviria brachte 2012 ein Wettkampfgewicht von 58 kg auf die Waage. 2011 wurde Juliana Gaviria gemeinsam mit Diana María García bei den Panamerikanischen Meisterschaften Zweite im Teamsprint, im Jahr darauf wurden die beiden Sportlerinnen Dritte. Bei den Panamerikanischen Spielen 2011 belegte sie den 4. Platz im Sprint.
2012 startete Gaviria bei den Olympischen Spielen in London und belegte gemeinsam mit Diana Maria García Platz zehn im Teamsprint. Im Keirin schied sie in der ersten Runde aus. 2013 errang sie bei den Panamerikanischen Meisterschaften in Aguascalientes die Goldmedaille im Teamsprint, gemeinsam mit Martha Bayona.
2016 wurde Juliana Gaviria für die Teilnahme an den Olympischen Spielen in Rio de Janeiro nominiert und belegte im Sprint Platz 24. Im selben Jahr errang sie bei den Panamerikameisterschaften drei Medaillen, jeweils eine silberne im Keirin und im Teamsprint (mit Martha Bayona) sowie Bronze im Zeitfahren.
Anschließend unterbrach Gaviria ihre Radsportlaufbahn wegen ihrer Schwangerschaft, 2019 kehrte sie in den Radsport zurück. 2019 errang sie jeweils eine Bronzemedaille im Teamsprint bei den Panamerikaspielen (mit Martha Bayona) und bei den Panamerikameisterschaften (mit Diana María García). 2021 errang sie erneut Medaillen bei panamerikanischen Wettbewerben und gewann zudem mit Yarli Mosquera und Martha Bayona den Teamsprint beim Lauf des Nations’ Cup in Cali. Bei den Südamerikaspielen 2022 gewann sie Gold in Sprint und Teamsprint mit Valeria Cardozo und Yarli Mosquera sowie Silber im Keirin.

## Familie
Juliana Gaviria ist eine ältere Schwester des Radsportlers Fernando Gaviria und wird von John Jaime Gonzalez trainiert. Verheiratet ist sie mit dem Radsportler Fabián Puerta. 2017 wurde das Paar Eltern eines gemeinsamen Kindes.

## Erfolge
2011
- Panamerikameisterschaft – Teamsprint (mit Diana María García)

2012
- Panamerikameisterschaft – 500-Meter-Zeitfahren
- Panamerikameisterschaft – Teamsprint (mit Diana María García)

2013
- Panamerikameisterin – Teamsprint (mit Martha Bayona)
- Panamerikameisterschaft – Sprint, Keirin, 500-Meter-Zeitfahren

2014
- Südamerikaspielesieger – Keirin
- Südamerikaspiele – Sprint, Teamsprint (mit Diana María García)
- Panamerikameisterschaft – 500-Meter-Zeitfahren

2015
- Panamerikaspiele – Sprint, Keirin, Teamsprint (mit Diana María García)
- Panamerikameisterschaft – Sprint, 500-Meter-Zeitfahren

2016
- Panamerikameisterschaft – Keirin, Teamsprint (mit Martha Bayona)
- Panamerikameisterschaft – 500-Meter-Zeitfahren

2019
- Kolumbianische Meisterin – Teamsprint (mit Martha Bayona)
- Panamerikaspiele – Teamsprint (mit Martha Bayona)
- Panamerikameisterschaft – Teamsprint (mit Diana María García)

2021
- Panamerikameisterschaft – Teamsprint (mit Martha Bayona und Yarli Mosquera)
- Panamerikameisterschaft – Sprint, Keirin
- Nations’ Cup in Cali – Teamsprint (mit Yarli Mosquera und Martha Bayona)

2022
- Juegos Bolivarianos – Teamsprint (mit Marianis Salazar und Martha Bayona)
- Südamerikaspielesiegerin – Sprint, Teamsprint (mit Valeria Cardozo und Yarli Mosquera)
- Südamerikaspiele – Keirin
- Panamerikameisterschaft – Sprint, Keirin, Teamsprint
- Kolumbianische Meisterin – Teamsprint (mit Marianis Salazar und Martha Bayona)

2023
- Panamerikaspiele – Teamsprint (mit Yarli Mosquera und Martha Bayona)

2025
- Panamerikameisterschaft – Teamsprint (mit Yarli Mosquera und Stefany Cuadrado)